# Коронавірусна хвороба 2019 в Еквадорі
Спалах коронавірусної хвороби 2019 в Еквадорі — це поширення пандемії коронавірусної хвороби 2019 на територію Еквадору. Перший випадок хвороби в країні зареєстровано 29 лютого 2020 року в Гуаякілі, коли підтверджено позитивний результат обстеження на коронавірус у 70-річної жінки. У квітні 2020 року Еквадор розглядався як найімовірніший центр пандемії коронавірусної хвороби в Південній Америці, зважаючи на поширення хвороби в перенаселеному портовому місті Гуаякіль, де у зв'язку з перевантаженням лікарень і моргів тіла померлих тривалий час лежали не прибрані просто на вулиці. Проте пізніше Еквадор зайняв лише шосте місце серед країн Південної Америки за кількістю випадків коронавірусної хвороби, поступившись зокрема Бразилії, Перу, Чилі, Колумбії та Аргентині.
У квітні 2020 року в Еквадорі поховальні служби вимушені були застосовувати картонні труни для поховання померлих у зв'язку з великою кількістю померлих та намаганням влади країни до швидкого поховання тіл померлих, які лежали навіть на вулицях. Уряд країни також був вимушений організовувати тимчасові кладовища для померлих від коронавірусної хвороби. Пандемія призвела до падіння цін на нафту що мало серйозні наслідки для економіки країни.
За даними незалежних джерел смертність від коронавірусної хвороби в Еквадорі є значно вищою, ніж офіційна цифра, у зв'язку з низьким рівнем обстежень, повідомлено також про кілька тисяч смертей які перевищують аналогічний показник смертності за попередні роки. За даними газети «New York Times», після аналізу 7600 смертей у країні, які стались з 1 березня до 15 квітня, виявлено, що смертність у країні за цей період зросла більш ніж утричі, що свідчить про те, що офіційна кількість померлих від коронавірусної хвороби в країні занижена приблизно в 15 разів. 14 травня 2020 року 40 осіб організували мирний протест проти неналежних дій уряду в справі поводження з тілами та поховання померлих внаслідок COVID-19, а також недостатнє забезпечення грошовими коштами заходів з боротьби з поширенням хвороби. Поліція звинуватила протестувальників у порушенні громадського порядку, та застосувала до них силу, завдавши частині з них тілесних ушкоджень.

## Хронологія

### 2020
29 лютого міністр охорони здоров'я Каталіна Андрамуньйо підтвердила перший випадок коронавірусної хвороби в країні. Хворою виявилась 70-річна жінка, громадянка Еквадору, яка проживала в Іспанії. Вона прибула до Гуаякіля 14 лютого. Зі слів міністра, у неї не було симптомів хвороби на час прибуття до країни. Після приїзду у неї з'явились скарги на підвищення температури тіла та легкий біль у м'язах. Її доставили до медичного закладу у важкому стані, прогноз щодо її подальшого стану здоров'я вважався на той час сумнівним. Подальші подробиці про особу хворої та лікарню, де вона знаходилась, не розголошувались заради безпеки жінки та її близьких. 80 осіб, які контактували з хворою, відправлені на обсервацію під нагляд лікарів.
1 березня міністр охорони здоров'я країни Каталіна Андрамунйьо повідомила, що в Еквадорі виявлено 5 нових випадків коронавірусної хвороби. Про ще 3 нові випадки хвороби міністерство охорони здоров'я повідомило 4 березня. За новішими даними того ж дня національного науково-дослідного інституту громадського здоров'я, в Еквадорі зареєстровано 14 випадків коронавірусної хвороби.
8 березня міністерство охорони здоров'я країни повідомило про виявлення ще одного випадку коронавірусної хвороби в країні. Згідно даних міністерства, цей хворий інфікувався внаслідок контакту з першою хворою в країні. На цей день у країні зареєстровано 15 хворих коронавірусною хворобою.
10 березня міністерство охорони здоров'я Еквадору повідомило про виявлення ще 2 випадків коронавірусної хвороби. Ці випадки зареєстровані в провінціях Лос-Ріос та Гуаяс. Один із цих хворих контактував із першою хворою в країні, другий випадок пов'язаний з першим випадком хвороби в Парагваї.
Станом на 13 березня в країні виявлено 23 випадки коронавірусної хвороби. Випадки хвороби реєструвались у провінціях Пічинча (5 випадків), Гуаяс (8 випадків) і Лос-Ріос (10 випадків). Цього дня уряд країни призупинив навчання у всіх школах та вищих учбових закладах країни. Цього ж дня міністр охорони здоров'я Еквадору повідомила про першу смерть від коронавірусної хвороби в країні, померла жінка, яка була першою хворою в країні.
14 березня уряд Еквадору закрив кордони країни для всіх іноземних громадян з 15 березня через епідемію коронавірусної хвороби після того, як у країні підтверджено другий випадок смерті від коронавірусної хвороби. У телевізійному зверненні до народу віце-президент країни Отто Сонненгольцнер заявив, що будь-який повітряний, морський або наземний транспортний засіб не буде пропускатися до країни через кордон. Громадяни Еквадору та громадяни інших країн, які мають право на постійне проживання в країні, повинні повернутися до країни до 16 березня. На цей день у країні підтверджено 14 випадків хвороби, і владні структури заборонили в країні будь-які громадські заходи.

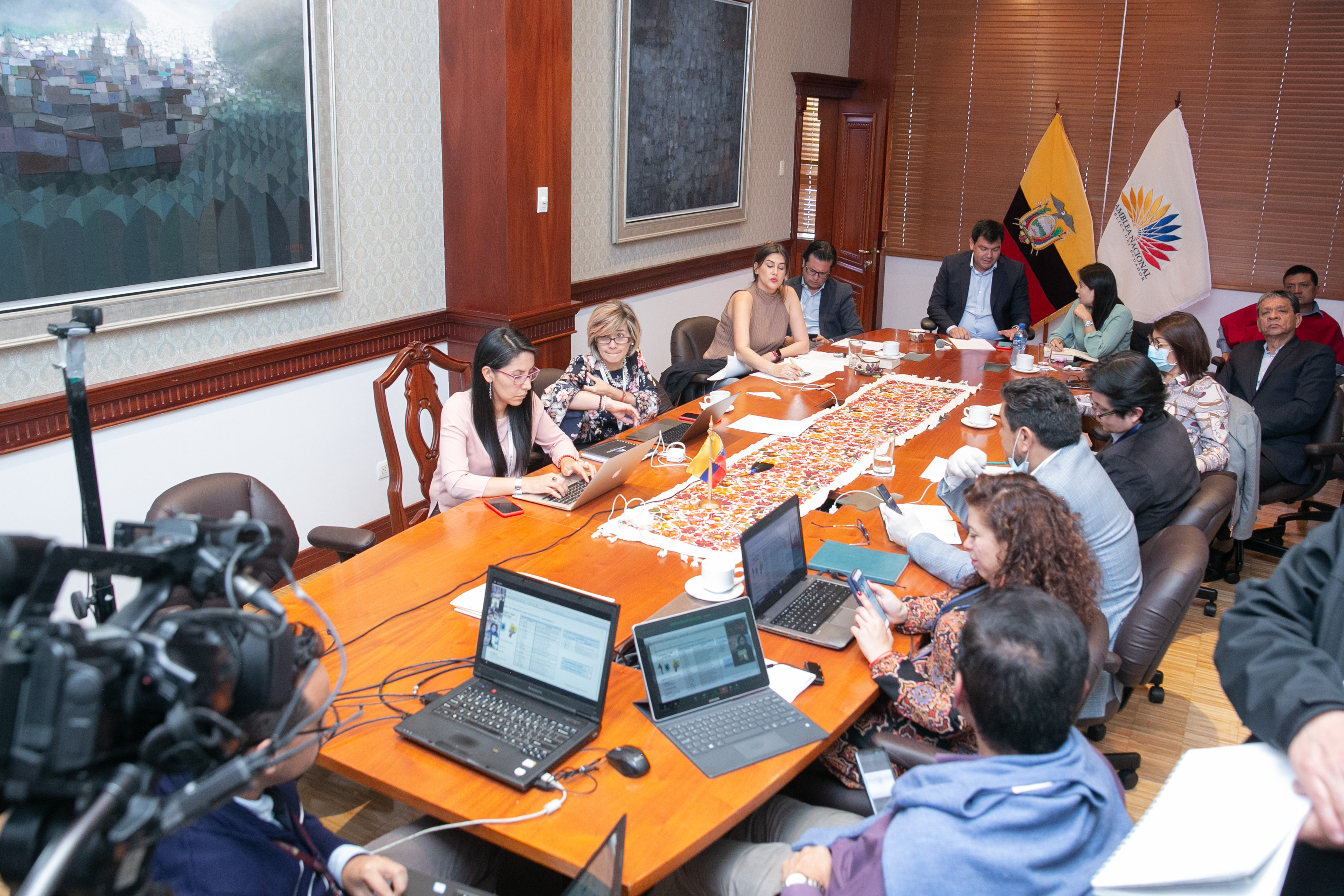
Голова парламенту Еквадору Сесар Літардо на зустрічі з міністром охорони здоров'я країни Каталіною Андрамуньйо, яка пішла у відставку за кілька днів

15 березня уряд країни повідомив про виявлення 37 нових випадків коронавірусної хвороби. У провінції Гуаяс зареєстровано 19 випадків, у провінції Лос-Ріос 10 випадків, у провінції Пічинча 6 випадків, та в провінціях Сукумбіос та Асуай по 1. У міжнародному аеропорту Мехіко 16 березня виявлено інфікованих коронавірусом громадян Еквадору, Сальвадору, Перу та Чилі. На 16 березня в країні виявлено 58 випадків хвороби, з них перші випадки виявлені в місті Манта провінції Манабі. У провінції Гуаяс виявлено 38 хворих, у провінції Лос-Ріос 10 випадків, провінції Пічинча 7 випадків, провінціях Сукумбіос, Асуай та Манабі по 1 випадку.
Уранці 17 березня в країні було зареєстровано 111 випадків хвороби. Наступного дня представники уряду повідомили про 155 випадків коронавірусної хвороби в країні, удень ця кількість зросла до 168. Кількість підтверджених випадків зростала щодня, до ранку 20 березня кількість підтверджених випадків зросла до 367, зареєстровано 582 підозр на коронавірусну хворобу, 5 хворих померли, 4 хворих одужали.
21 березня уранці представники уряду повідомили про виявлення в країні 532 випадків хвороби, 870 підозр на коронавірусну хворобу, за добу померли 7 осіб, 3 хворих одужали. Того ж дня міністр охорони здоров'я Еквадору Каталіна Андрамунйьо подала у відставку, у своєму листі про відставку вона повідомила, що уряд відхилив її прохання про виділення додаткових коштів міністерству на невідкладні заходи з боротьби з COVID-19. Її замінив доктор Хуан Карлос Севальйос.
23 березня уряд Еквадору повідомив про 981 випадок коронавірусної хвороби в країні, 18 з яких померли. 24 березня еквадорська поліція розпочала блокування ринків у країні, щоб обмежити скупчення людей. Удень 30 березня новий міністр охорони здоров'я країни Хуан Карлос Севальйос оголосив, що в Еквадорі вже 54 хворих одужали після коронавірусної хвороби.
На початку квітня заклади системи охорони здоров'я у провінції Гуаяс була переповнені хворими, там було зафіксовано найбільше випадків смерті в країні від COVID-19. Багато трупів були покинуті на вулицях, оскільки місцеві похоронні служби були нездатні впоратися з такою кількістю померлих.
2 квітня президент країни Ленін Морено заявив, що уряд країни вирішив побудувати спеціальний табір для жертв коронавірусу в Гуаякілі. Повідомлено, що дві третини випадків коронавірусної хвороби в Еквадорі припадає на Гуаякіль та його околиці, місцева влада замовила для померлих картонні труни, та заявила, що відкриє нове кладовище, а також для зберігання тіл померлих будуть використовуватися морозильні камери.
17 квітня з'явились дані, які свідчать про те, що кількість смертей від COVID-19 в Еквадорі у квітні могла бути набагато вищою, ніж офіційно повідомлено, оскільки з початку березня за 6 тижнів померли 10939 осіб лише в провінції Гуаяс, порівняно зі звичайною кількістю у 3000 смертей для цієї провінції, тільки в Гуаякілі лише протягом перших двох тижнів квітня зареєстровано 6000 смертей. І міністр внутрішніх справ Еквадору Марія Паула Ромо, і президент країни Ленін Морено визнали, що офіційні цифри захворюваності та смертності щодо COVID-19 були занадто низькими через незначну кількість обстежень на коронавірус.
21 квітня уряд повідомив про свої плани відновлення економіки країни, а також про організацію авіарейсів для повернення еквадорських громадян додому, у країні надалі закриті всі учобі заклади, зупинено транспорт, та заборонено масові заходи.
23 квітня міністр охорони здоров'я країни Хуан Карлос Севальйос повідомив, що до раніше повідомленої кількості 11183 хворих коронавірусною хворобою додастсься ще 11 тисяч, унаслідок чого кількість хворих у країні подвоїлась. Міністр визнав, що таке різке збільшення кількості випадків пов'язане із затримкою в обробці результатів тестування.
За попередніми підрахунками, в місті Гуаякіль у березні-квітні померло понад 9 тисяч людей. Це призвело до плутанини в ідентифікації як живих, так і померлих хворих у зв'язку зі значним скупченням тіл померлих у лікарнях та моргах.
4 травня кількість підтверджених випадків коронавірусної хвороби у країні перетнула позначку у 30 тисяч випадків, сягнувши кількості в 31 881 випадок, 1569 хворих померло, ще 1336 смертей у країні також імовірно спричинені коронавірусною хворобою.
За статистичними даними, до 15 травня епідеміологічна ситуація в Гуаякілі стабілізувалась, хоча там було зареєстровано 55 % від загальної кількості в країні 31467 випадків хвороби. У той же час повідомлялось про різке зростання захворюваності в Кіто, а також у провінції Пічинча, де зареєстровано 2400 випадків хвороби та 181 смерть.
За оцінкою видання «Financial Times», за період з січня по середину травня, в Еквадорі зареєстровано більш ніж 19200 смертей, 12 000 з яких зареєстровані в Гуаякілі.
13 червня одна з великих лабораторій, яка проводила тестування на коронавірус, була змушена закритись та припинити свою роботу через відсутність базового лабораторного обладнання.
23 липня столиця країни Кіто перевершило Гуаякіль за кількістю випадків коронавірусної хвороби, ставши епіцентром поширення хвороби в Еквадорі.
11 серпня провінція Пічинча перевершила Гуаяс за кількістю випадків хвороби, ставши провінцією з найбільшою кількістю випадків хвороби.
На 21 серпня випадки коронавірусної хвороби зареєстровані у всіх 24 провінціях, у місті Кіто зареєстровано найбільше випадків хвороби. За даними видання «Compassion Ecuador», корінне населення країни — індіанці — є особливо вразливим до хвороби.

### 2021
У грудні Еквадор оголосив обов'язкову вакцинацію від коронавірусу через штам Омікрон.

## Вакцинація
16 грудня 2020 року медичний регуляторний орган Еквадору ARCSA надав дозвіл на екстрене використання вакцини Pfizer–BioNTech проти COVID-19. Вакцинацію планували розпочати в січні 2021 року для мешканців будинків для осіб похилого віку та медичних працівників, а масова вакцинація мала розпочатися в березні.

## Вплив на економіку
Уряд Еквадору виплачує офіційно не зареєстрованим працівникам по 60 доларів на місяць для того, щоб вони залишалися вдома, й не ходили на роботу. За повідомленнями засобів масової інформації, найвразливішою групою в країні є 500 тисяч венесуельських мігрантів, оскільки вони не мають доступу до стимулюючих виплат. Ще до пандемії країна мала економічні труднощі, але спалах коронавірусу та падіння цін на нафту під час пандемії призвели до серйозних економічних проблем в Еквадорі. Усім державним чиновникам та вчителям скорочено зарплату, кілька національних компаній, зокрема національна авіакомпанія TAME, були ліквідовані, а Еквадор не зміг сплатити свій зовнішній борг. Очікується, що дефіцит бюджету країни на 2020 рік складе щонайменше 12 млрд доларів, що складає близько 11 відсотків валового внутрішнього продукту Еквадору. Заяви уряду про скорочення соціальних виплат призвели до масових протестів у країні.